# Idioma con
El idioma con es una lengua hablada alrededor de 1000 personas en el noroeste de Laos, en la provincia de Louang Namtha. Pertenece a la familia de lenguas Palaung-Wa dentro de las lenguas austroasiáticas.